# Geranomyia argentinensis
Geranomyia argentinensis är en tvåvingeart som beskrevs av Alexander 1920. Geranomyia argentinensis ingår i släktet Geranomyia och familjen småharkrankar. Inga underarter finns listade i Catalogue of Life.